# Alfred Izydor Römer
Alfred Izydor Römer (białor. Альфрэд Ізідор Ромер) (ur. 16 kwietnia 1832 w Wilnie, zm. 24 stycznia 1897 we wsi Karolinowo, rejon postawski, obwód witebski) – polski malarz, rzeźbiarz, medalier, historyk sztuki, etnograf, uczestnik powstania styczniowego.  

## Życiorys
Pochodził z rodu Römerów h. Laski, przybyłego w XV wieku z Saksonii i osiadłego na Białorusi. Był synem powstańca listopadowego Edwarda Jana Römera, wnukiem prezydenta Wilna Michała Römera. 
Studiował prawo na Cesarskim Uniwersytecie Wileńskim, uczył się malarstwa prywatnie u Kanutego Rusieckiego, kontynuował naukę w Paryżu u Antoniego Oleszczyńskiego.
Po powrocie publikował swoje rysunki i grafiki w czasopiśmie „Kłosy”
Uczestniczył w Powstaniu Styczniowym, został uwięziony w Twierdzy Dyneburskiej. Po zwolnieniu z więzienia sprzedał swój majątek i wyjechał w roku 1871 do Monachium, by studiować malarstwo w Akademii Sztuk Pięknych pod kierunkiem Alfreda von Ramberga i Ludwiga von Hagn (w końcu października 1871 r. zgłosił się do Techn. Zeichenklasse). Wyjechał do Włoch, gdzie utrzymywał się z malarstwa portretowego i pejzażowego. Uczestniczył w wystawach malarstwa w Monachium, Paryżu i Krakowie. 
W połowie lat siedemdziesiątych powrócił na Wileńszczyznę, od roku 1874 mieszkał w majątku Karolinowo, należącym do jego małżonki hr. Wandy Sulistrowskiej (1853–1897). Tam napisał monografię o wyrobie pasów słuckich, zajął się też badaniami etnograficznymi. Zgromadził kolekcję dawnych dokumentów, które później przekazał do krakowskiego muzeum. W roku 1884 zamieszkał w Krakowie. Zmarł w Karolinowie, został pochowany w kościele Najświętszej Marii Panny w Trokach. 
Jego córką była Helena Romer-Ochenkowska, pisarka, publicystka i działaczka oświatowa. 

## Galeria

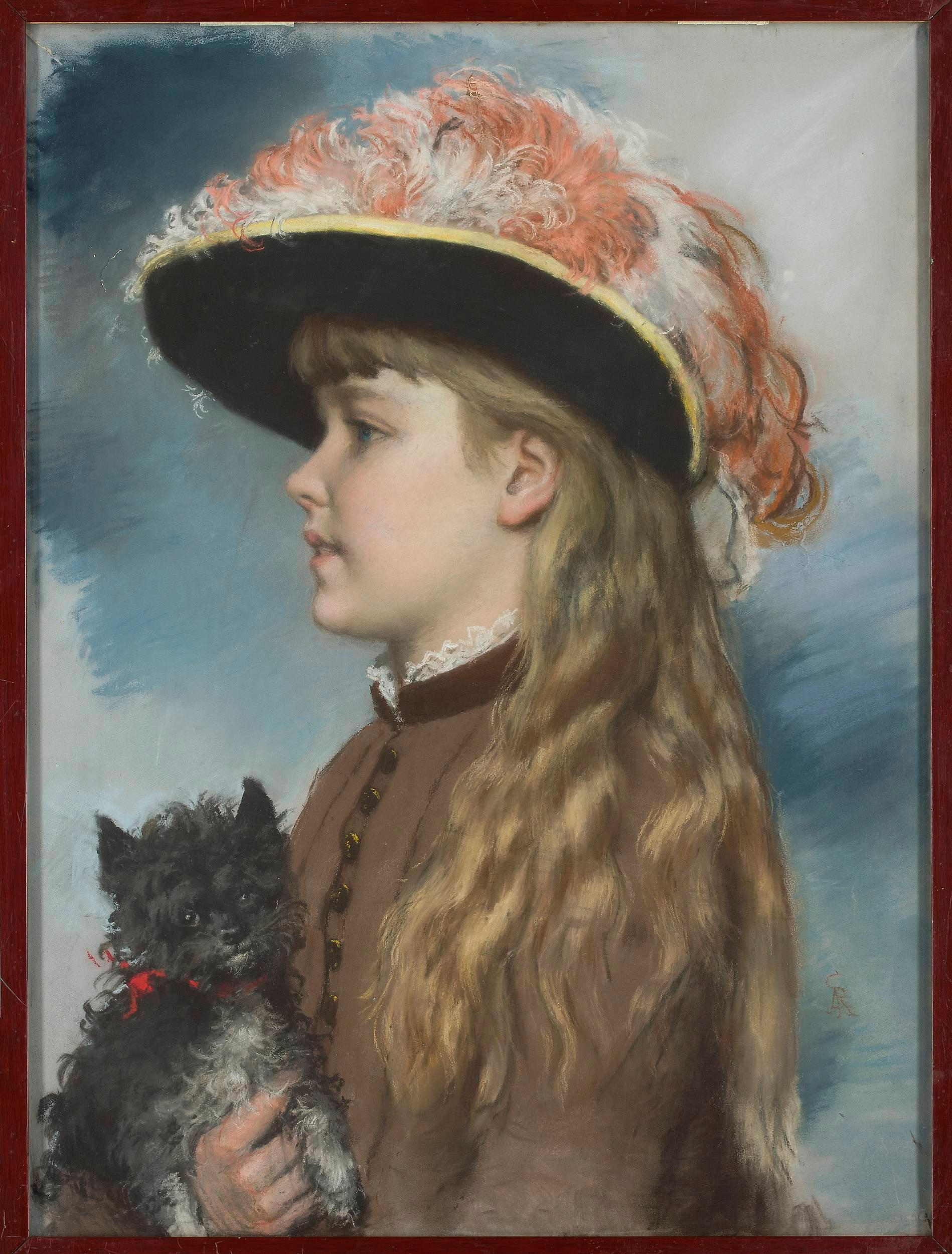
Helena Römer-Ochenkowska, ok. 1890
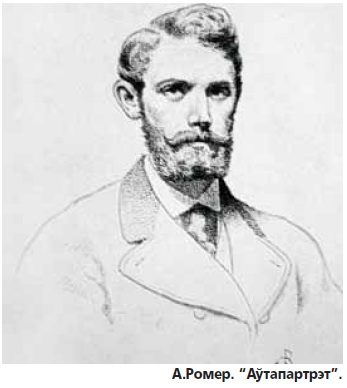
Autoportret, przed 1897
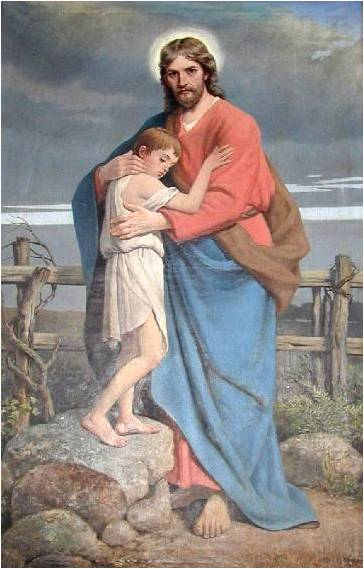
Chrystus i sierota
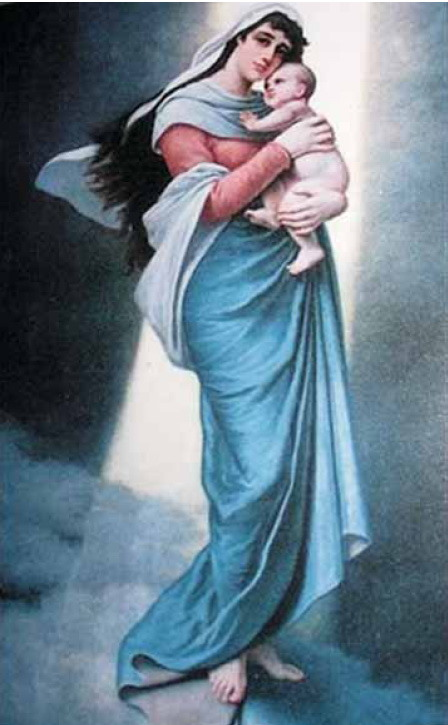
Madonna Pińska, 1894